# Вудка

Поплавкова вудочка: 1 - вудлище; 2 - волосінь; 3 - поплавок; 4 - грузило; 5 - гачок

Ву́дка, ву́дочка — знаряддя для ловіння риби, що звичайно складається з жорсткого корпусу — вудлища (як правило змінної довжини) з гнучким кінцем, прозорої волосіні (зазвичай нейлонова), поплавця (проте його може і не бути), грузила та гачка. Вудки також можуть бути оснащені мотовилом або котушкою, різними типами сигналізаторів клювання, утримувачами прикорму (фідерами) і різноманітними штучними принадами. Традиційно ловля риби за допомогою вудок називається вудінням.
Матеріалом для вудлища може бути дерево (наприклад ліщина, бамбук), метал, пластик, композитні матеріали. Сьогодні, завдяки новим більш легким компонентам з ідентичною поведінкою, вони в основному виготовляються з синтетичних матеріалів. Вудилище призначене для закидання волосіні з гачками і принадою, підсікання та виважування риби.

## Галерея

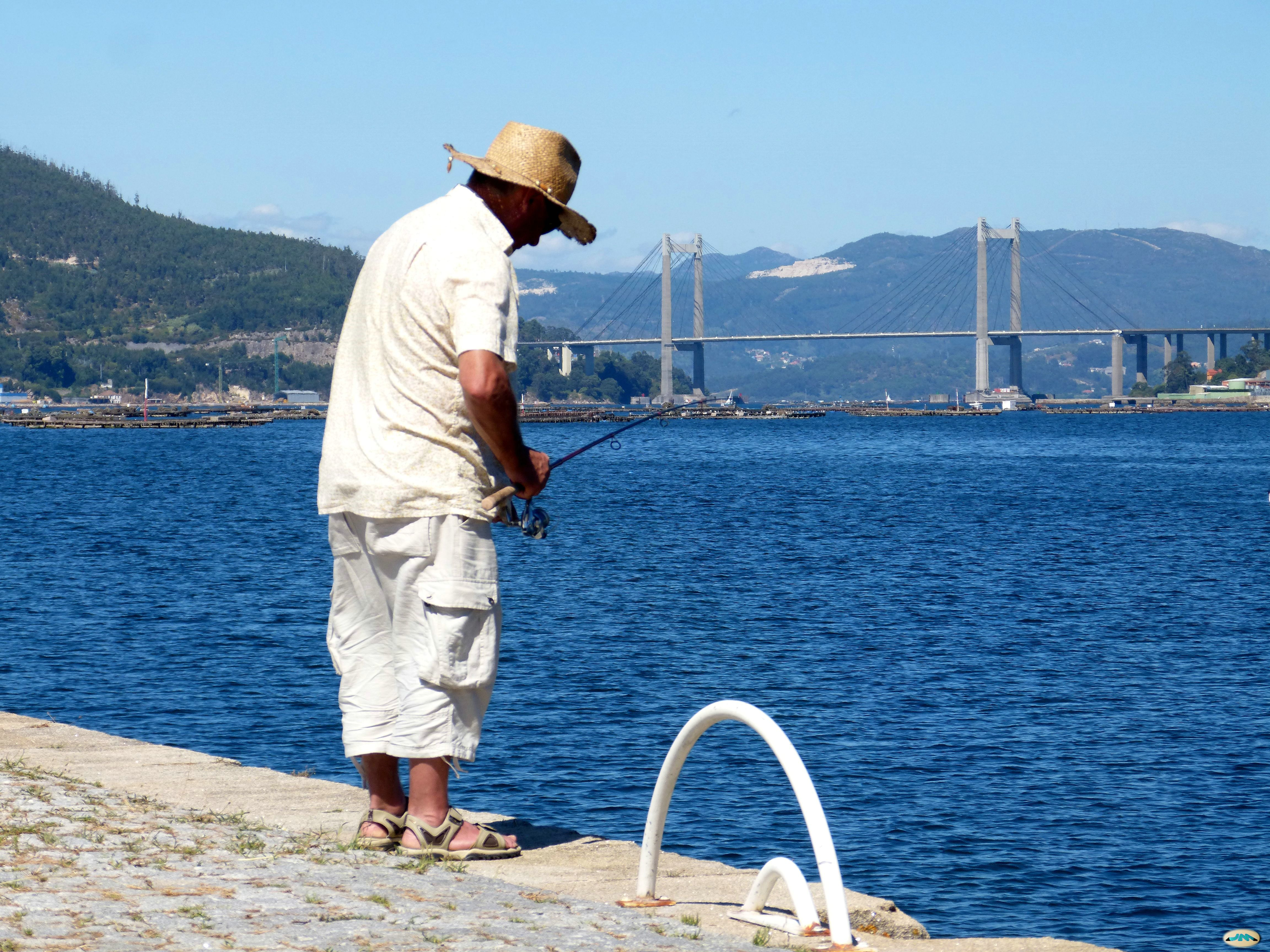
Чоловік використовує вудку в старому порту
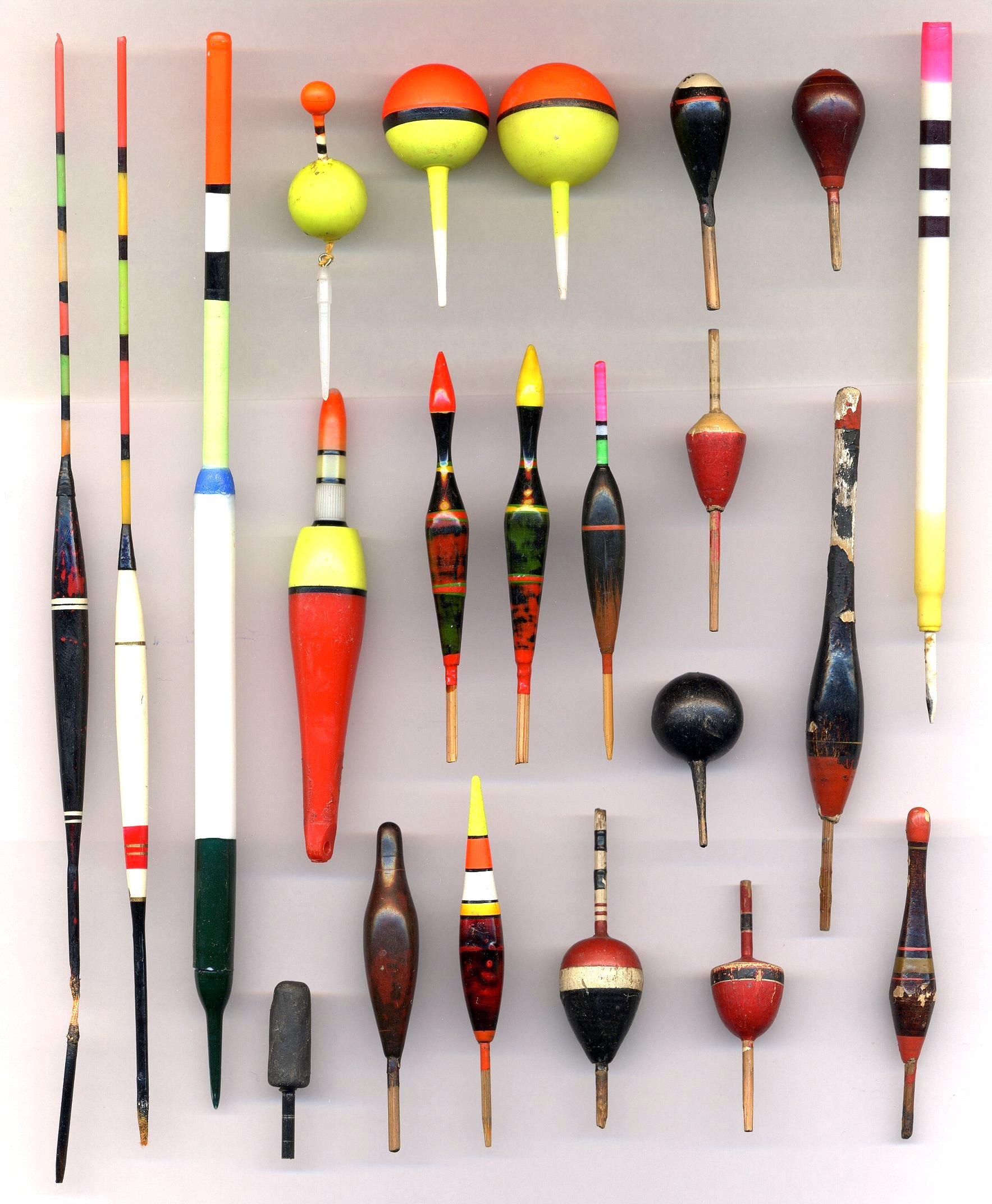
Поплавки
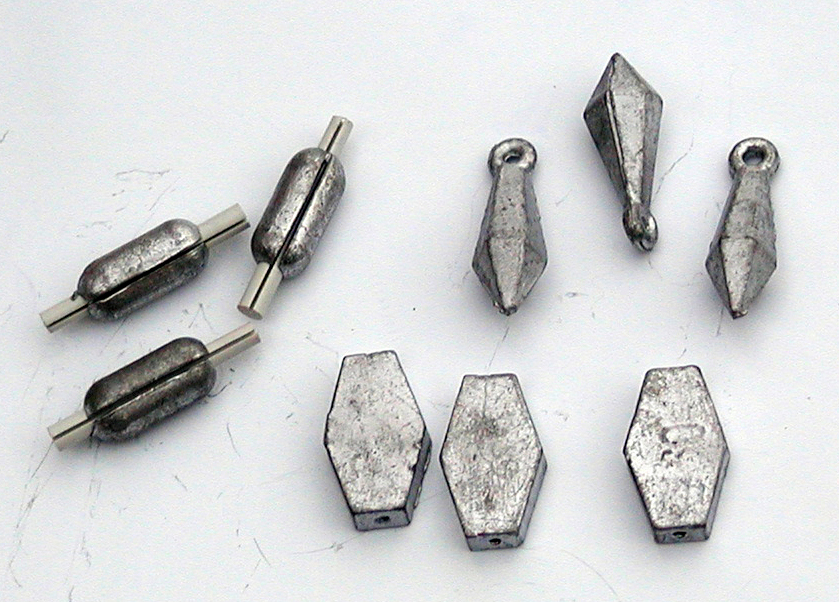
Грузила
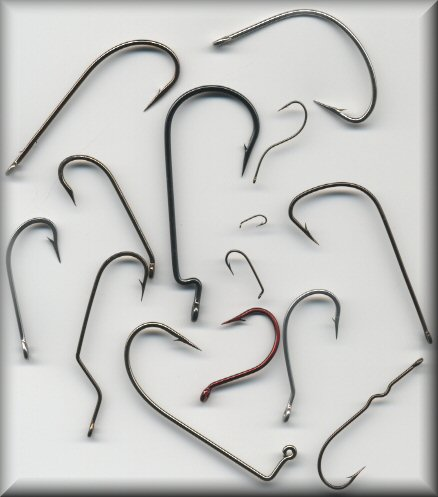
Рибальські гачки.
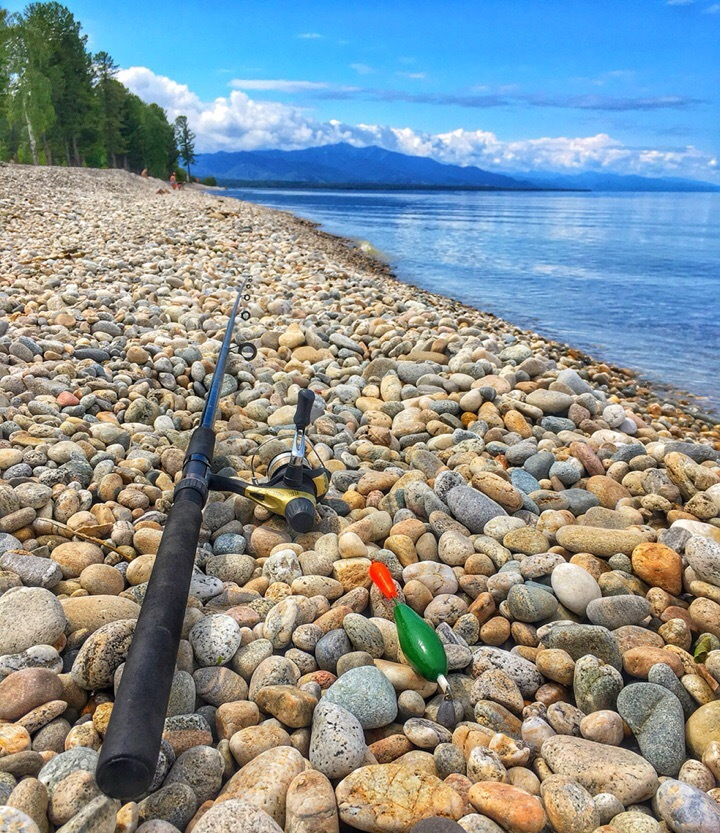
Телескопічна вудка. Озеро Байкал. Східний Сибір.